# Aarhus Teater

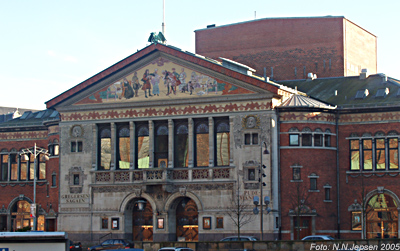
Das 1900 eingeweihte Jugendstilgebäude des Aarhus Teaters (2005)

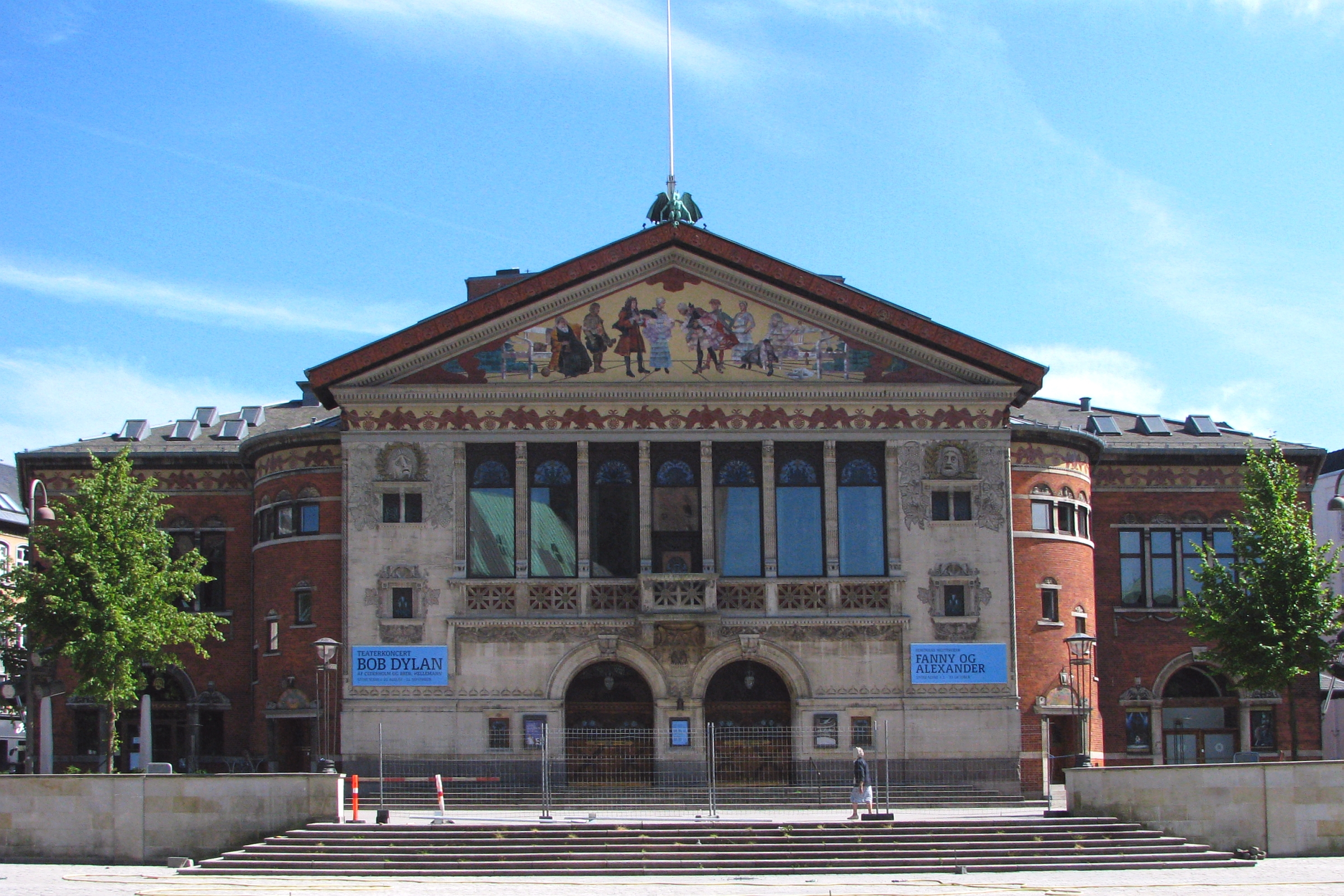
Aarhus Teater (2010)

Das Aarhus Teater im Zentrum von Aarhus ist das größte Regionaltheater (Landsdelsscene) in Dänemark.

## Geschichte
Es wurde als Ersatz für das alte Theater Svedekassen gebaut. Aarhus wuchs während des 19. Jahrhunderts zu Jütlands größter Stadt an, und das alte Theater war zu klein für das Publikum geworden. Ab dem 12. August 1898 wurde daher ein neues Theater nach einem Entwurf des dänischen Architekten Hack Kampmann erbaut. Nach zwei Jahren Bauzeit war das fertiggestellt und konnte am 15. September 1900 eingeweiht werden. Das Gebäude wurde im dänischen Skønvirkestil – einer Mischung aus Jugendstil, Heimatstil und Nationalromantik – erstellt und steht heute unter Denkmalschutz.
Jährlich wird das Theater von etwa 100.000 Zuschauern besucht. Es hat rund 150 festangestellte und eine große Zahl an freien Mitarbeitern.
Das Aarhus Teater betreibt eine Schauspielschule und eine Dramatikerschule.

## Bühnen
Das Theater beherbergt unter seinem Dach fünf Bühnen. Die Bühnen wurden im Laufe der Zeit umgebaut bzw. renoviert, um den aktuellen Anforderungen des Theaters zu entsprechen.
- Große Bühne, die mit damals noch 1000 Plätzen ursprünglich die einzige Bühne war (derzeit 700 Sitzplätze)
- Scala, kam Anfang der 1950er Jahre hinzu (270 Sitzplätze)
- Studio, 1968 (für ca. 100 Personen)
- Stecklinge, 1982 (für ca. 100 Personen)
- Kabarettbühne und Scala-Foyer, 1990 eröffnet (für ca. 100 Personen)

## Cafe Hack
Das Cafe Hack ist ein Café, im Gebäude des Aarhus Theater, das nach seinem Architekten des Theaterbaus benannt ist.